# VK Primorje Rijeka

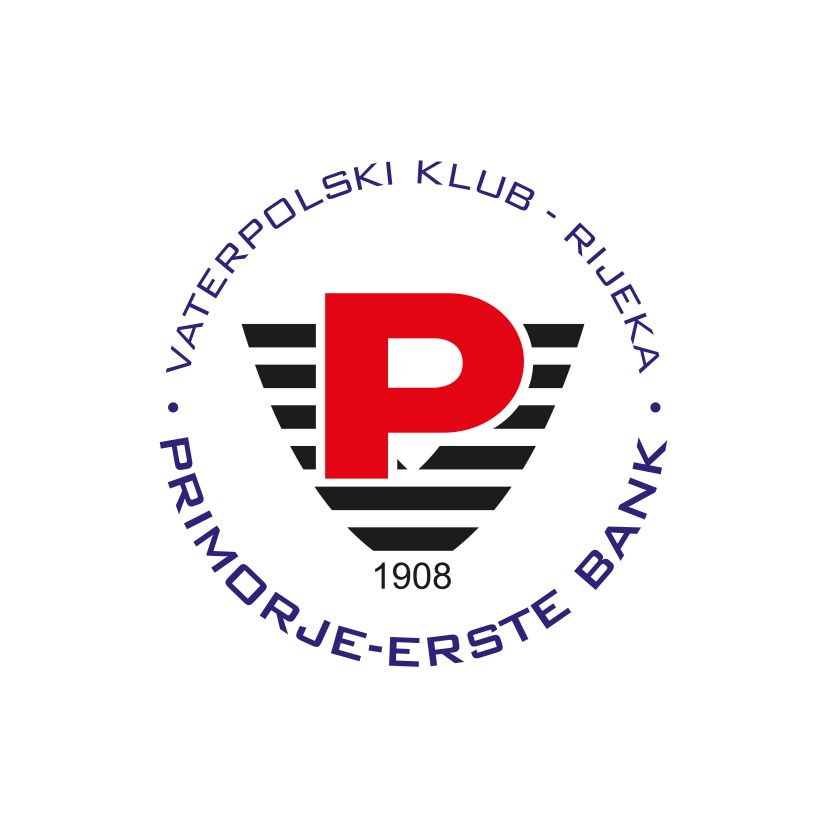
Vereinslogo VK Primorje

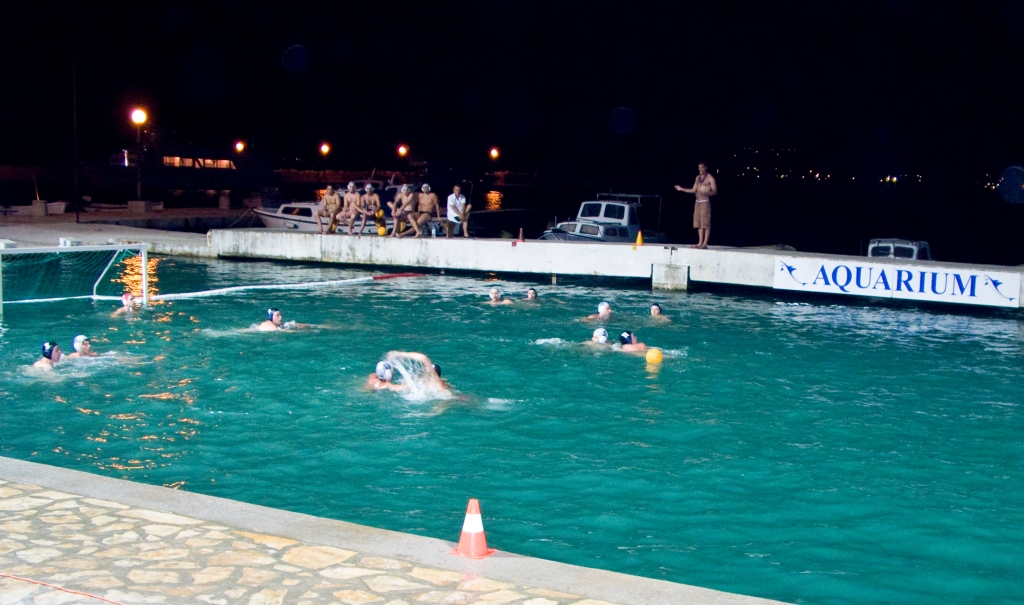
Wasserballspiel Primorje vs. Opatija in Crikvenica

VK Primorje ist ein Wasserballverein in Rijeka, Kroatien.

## Geschichte
Der Vereinssitz ist in Rijeka, Školjić 4. Der Vk Primorje spielt im Kantrida Hallenbad unweit vom Stadion Kantrida.
Der Verein spielt regelmäßig in der ersten Liga, zudem war die Mannschaft ein etablierter Erstligist auch im ehemaligen Jugoslawien.

## Erfolge
COMEN Cup : (1) :1996 
1. Kroatische Wasserball-Liga (2) : 2014,2015 
Kroatischer Wasserball-Pokal (4) :1996,2013,2014,2015 
Jugoslawische Meisterschaft: (1) :1938 
Jugoslawischer Pokal (1) : 1979

## Bekannte Spieler und Trainer
- Zoran Roje
- Samir Barać
- Igor Hinić
- Nikola Franković